# Хвалынское сельское поселение
Хвалы́нское се́льское поселе́ние — сельское поселение в Спасском районе Приморского края.
Административный центр — село Лётно-Хвалынское.

## История
Статус и границы сельского поселения установлены Законом Приморского края от 11 ноября 2004 года № 163-КЗ «О Спасском муниципальном районе»

## Население
| 2010  | 2011  | 2012  | 2013  | 2014  | 2015  | 2016  |
| ----- | ----- | ----- | ----- | ----- | ----- | ----- |
| 5461  | ↘5455 | ↘5345 | ↘5307 | ↘5295 | ↘5222 | ↘5191 |
| 2017  | 2018  | 2019  | 2020  | 2021  |       |       |
| ↘5189 | ↘5149 | ↘5093 | ↘5029 | ↘3985 |       |       |

## Состав сельского поселения
В состав сельского поселения входят 11 населённых пунктов:
| №  | Населённый пункт | Тип населённого пункта       | Население |
| -- | ---------------- | ---------------------------- | --------- |
| 1  | Адарка           | железнодорожная станция      | ↘0        |
| 2  | Анненка          | село                         | ↘117      |
| 3  | Буссевка         | село                         | ↘653      |
| 4  | Зелёновка        | село                         | ↘250      |
| 5  | Константиновка   | село                         | ↘130      |
| 6  | Лётно-Хвалынское | село, административный центр | ↘1906     |
| 7  | Нахимовка        | село                         | ↘180      |
| 8  | Нововладимировка | село                         | ↘352      |
| 9  | Славинка         | село                         | ↗503      |
| 10 | Татьяновка       | село                         | ↘242      |
| 11 | Хвалынка         | село                         | ↘774      |

## Местное самоуправление
Администрация
Адрес: 692221, с. Хвалынка, ул. Колхозная, 25. Телефон: 8 (42352) 24-4-78
Глава администрации
- Дворецкий Виталий Викторович